# Mark Slavin
Mark Slavin (hebrejsky: מרק סלבין, rusky: Марк Славин; 31. ledna 1954 Minsk – 6. září 1972) byl izraelský zápasník v zápase řecko-římském, oběť mnichovského masakru na Letních olympijských hrách 1972.
Byl nejmladší z obětí ve věku 18 let. Byl vzat jako rukojmí spolu s osmi dalšími izraelskými sportovci. Slavin byl zastřelen kulometnou palbou z vrtulníku během pokaženého pokusu o záchranu.
Slavin se narodil v Minsku v Běloruské SSR a v mládí začal zápasit, aby se bránil proti antisemitským útokům. Slavin se brzy stal známým jako talentovaný zápasník a v roce 1971 vyhrál sovětský šampionát v řecko-římském zápase ve střední váze. Slavin se přestěhoval do Izraele jen čtyři měsíce před olympijskými hrami a připojil se k Hapoelu Tel Aviv a izraelskému olympijskému týmu. Olympijské hry v roce 1972 měly být jeho první mezinárodní soutěží za Izrael a Slavin byl považován za nejpravděpodobnějšího izraelského medailistu na hrách v Mnichově. Byl nejmladším izraelským olympionikem, který na hrách soutěžil.
Slavin bydlel v jednotce 3 na adrese Connollystraße 31 v olympijské vesnici s dalšími zápasníky Gadem Tsobarim a Eliezerem Halfinem a vzpěrači Davidem Bergerem, Yossefem Romanem a Ze'evem Friedmanem. Slavin měl debutovat na olympijských hrách v den, kdy těžce ozbrojení teroristé vtrhli do olympijské vesnice a zajali ho, zatímco ostatní olympijští sportovci ještě spali.